# System x
System x är IBMs Intel-baserade servrar.
De hette förut eServer xSeries, NetFinity och PC Server.